# Adolf von Walderdorff
Adolf Wilderich Graf von Walderdorff (* 21. Juli 1835 auf Schloss Hauzenstein, Wenzenbach; † 28. Mai 1919 in Möggingen) war ein Rittergutsbesitzer und Reichstagsabgeordneter.
Adolf Wilderich Graf von Walderdorff war der Sohn des kaiserlichen Kämmerers Eduard Graf von Walderdorff (* 1801) und dessen Frau Leopoldine Gräfin von Oberndorff (1801–1851). Adolfs älterer Bruder Hugo Graf von Walderdorff (* 1828) wurde kaiserlicher Kämmerer und Oberstleutnant. Sein Onkel Carl Wilderich von Walderdorff war nassauischer Staatsminister.
Walderdorff besuchte bis 1859 die Universitäten München, Freiburg im Breisgau und Wien. Er war königlich Bayerischer Kämmerer auf Schloss Kürn und Ritter des Hausritter-Ordens vom Heiligen Georg. Von 1871 bis 1874 und von 1889 bis 1893 war er Mitglied des Deutschen Reichstags für das Zentrum für den Wahlkreis Oberpfalz 1 (Regensburg). 1874, 1877, 1878 und 1881 scheiterte seine Reichstagskandidatur im Reichstagswahlkreis Regierungsbezirk Wiesbaden 1.
Vom 13.–16. September 1880 war er Vizepräsident des Deutschen Katholikentages in Konstanz.

## Familie
Walderdorff heiratete am 18. Mai 1869 Fanny Gräfin von Seinsheim (* 21. Mai 1842; † 2. Dezember 1875). Das Paar hatte mehrere Kinder:
- Maria (* 28. September 1871) ⚭ 1897 Graf Otmar von und zu Bodman († 10. Mai 1930)
- Leopoldine Wilderike Charlotte Nikodema Maria (* 15. September 1873) ⚭ 1894 Graf Leopold von Spee († 3. Januar 1920), Landrat, Herr auf Godenhaus

Nach dem Tod seiner ersten Frau heiratete er in Donzdorf am 16. Juli 1878 Marie Gräfin von Rechberg und Rothenlöwen (* 8. August 1844; † 1. April 1914).